# フェラーリ・モデューロ
フェラーリ PF 512 S モデューロ（Ferrari Modulo）は1970年に発表されたフェラーリのコンセプトカー。デザインはピニンファリーナが担当し、実際のデザインは当時ピニンファリーナにチーフスタイリストとして在籍していたパオロ・マルティンが行った。「モデューロ」は宇宙船のパーツの意味の「モジュール」（module）のイタリア語。

## 概要
1970年3月のジュネーヴ・モーターショーで発表された。
発表時は現在のカラーリングとは逆の黒をメインカラーに塗装されていたが、日本万国博覧会での公開までに白を基調としたカラーリングに変更された。
同時期にフェラーリのレース部門であるスクーデリア・フェラーリがカナディアン-アメリカン・チャレンジカップに参戦するために製作したフェラーリ・612をベースに、ピニンファリーナが手がけたクーペボディを搭載している。
最大の特徴はルーフがドアとして機能するキャノピースタイルを採用した点で、ドアは前方にスライドして開閉するという、未来的デザインとなっている。またルーフ後方には24個の丸穴が開けられ、この下に5リットルV型12気筒エンジンを搭載する。前照灯は点灯時に起き上がる構造になっている。
ジュネーヴで発表された後に、日本に持ち込まれ、万博のイタリア館に展示された。この時、後にピニンファリーナのデザイナーとなる奥山清行も万博でモデューロを見学したという。日本万国博覧会で公開された際の説明には「未来の自動車　ピニンファリーナ1970　フェラーリ・シャシ512S」となっていたため、当時の自動車誌等は512S（レース用のグループ4カー）と説明されているものがほとんどだったが、実際にはCan-Am用に製作されるはずだった612Pの未完成シャーシを使用している。現在の情報ではシャーシNo.0864の車体番号が確認されている。1980年代にはパイオニアのカーオーディオ「カロッツェリア」の広告に登場し、実際に走行していたが、エンジンは掛かっておらず坂道の下りを利用して撮影されていた。その後は所有者であるピニンファリーナに戻され、本社にて長く展示されてきたが、2014年にオークションにかけられ、アメリカ合衆国の映画監督のジェームズ・グリッケンハウスが落札し自宅に持ち帰った。